# 舍廊
舍廊（韩语：／ Sarangchae) 是韩国传统房屋的一部分，通常仅供男性、族長（如該家庭族長為女性，仍由男性使用舍廊）和客人使用。它可以是由许多房间和空間所组成，其中包括舍廊房（韩语：／ Sarangbang）。而在较小的房屋里，舍廊可能只包含一个舍廊房，在这种情况下，它们是指同一个房間。
而內房（韩语：／ Naebang）則是給女性成員居住的。它們通常位於房屋中更私密的地方，专供女性使用（並禁止男性客人进入），她们在这里做饭、存放贵重物品並不让客人进入，以及管理家务。 
这些由性别而區分出的空间最早出现于朝鲜時期，遵循了儒家严格区分性别的想法。並廣泛傳播於朝鮮半島，甚至在农村也是如此。 但现在它们并不常见。

## 历史
儒教在朝鲜王朝時期（1392-1894 年）於朝鲜半岛广为传播。舍廊也是在这个时期发展起来的。这一理念体现了儒家思想的优先性。儒家思想规定了严格的性别分离，每个性别都有特定的活动和职责。因此舍廊和主宅也遵循了这些想法。 

## 其他內容
- 韩屋